# Comuna Pșenîcine, Nîjnohirskîi
Pșenîcine (în ucraineană Пшеничне) este o comună în raionul Nîjnohirskîi, Republica Autonomă Crimeea, Ucraina, formată din satele Dvorove, Liubîmivka, Pșenîcine (reședința) și Slîveanka.

## Demografie
Componența lingvistică a comunei Pșenîcine
     Rusă (79,83%)
     Ucraineană (11,84%)
     Tătară crimeeană (7,88%)
     Alte limbi (0,12%)
Conform recensământului din 2001, majoritatea populației comunei Pșenîcine era vorbitoare de rusă (79,83%), existând în minoritate și vorbitori de ucraineană (11,84%) și tătară crimeeană (7,88%).